# Johann Eekhoff
Johann Eekhoff (Aurich, 25 de julho de 1941 - Niedersachsen, 3 de março de 2013) foi um economista alemão e ex-secretário de estado do Ministério Federal de Economia e Tecnologia. Ele ocupou uma cadeira de política econômica na Universidade de Colônia até 2009.

## Biografia
Natural da cidade de Aurich, estudou economia na Universidade de Saarland, na Alemanha e na Universidade de Ruhr Bochum. Obteve seu doutorado na Universidade Ruhr Bochum, em 1971, e tornou-se professor na Universidade de Saarland, no ano de 1979.
Entre os anos de 1991 e 1993, ele atuou como secretário de Estado sob os ministros federais Jürgen Möllemann e Günter Rexrodt.